# Epharmottomena
Epharmottomena là một chi bướm đêm thuộc họ Erebidae.

## Các loài
- Epharmottomena albiluna Hampson, 1899
- Epharmottomena eremophila Rebel, 1895
- Epharmottomena gelida Brandt, 1939
- Epharmottomena gorgonula Wiltshire, 1979
- Epharmottomena nana Staudinger, 1884
- Epharmottomena tenera Brandt, 1939